# Avril 2010

## Faits marquants
- 1er avril : l'Inde promulgue une loi visant à rendre l'école obligatoire et gratuite pour tous.
- 3 avril : inauguration à Dakar de la plus grande statue au monde, le Monument de la Renaissance africaine, pour le cinquantenaire de l'indépendance sénégalaise.

- 4 avril, Bolivie : élections régionales: le MAS au pouvoir, le parti d'Evo Morales (gauche), remporte 6 des 9 régions (il n'en détenait que 3 auparavant).
- Séisme de 2010 en Basse-Californie, d'une magnitude de 7,2 sur l'échelle de Richter faisant 2 morts et une centaine de blessés[1].

- 5 avril : inondation au Brésil à Rio de Janeiro 256 morts et 23,76 millions R$ de dégâts.

- 6 avril
  - Tremblement de terre de magnitude 7.8 sur l'échelle de Richter à Sumatra, près de îles Banyak (6 avril 2010, 22:15 UTC heure locale).
  - Mort de Neva Morris, dernière personne survivante de 1895 qui habitait en Amérique

- 7 avril : au Kirghizstan, à la suite de l'emprisonnement de membres de l'opposition, une révolte populaire a lieu dans les rues de Bichkek. L'opposition prend d'assaut les bâtiments gouvernementaux et à l'issue de violents combats, met en place un gouvernement de transition. Le président Kourmanbek Bakiev, accusé de dérive autoritaire, se réfugie dans le sud du pays mais refuse de démissionner.

- 10 avril : catastrophe aérienne dans laquelle trouvent la mort le président de la république polonaise Lech Kaczyński, son épouse et plusieurs membres du gouvernement. Des personnalités éminentes comme Ryszard Kaczorowski (ancien président du gouvernement polonais en exil) et Anna Walentynowicz périssent également dans l'accident. Un deuil national d'une semaine est proclamé en Pologne, où des milliers de personnes passent une partie de la journée et de la nuit devant le palais présidentiel.

- 11 avril
  - Élections législatives en Hongrie (premier tour).
  - Paris-Roubaix : victoire du Suisse Fabian Cancellara.
  - Tremblement de terre de magnitude 6.8 sur l'échelle de Richter à Sumatra, près de Makira.

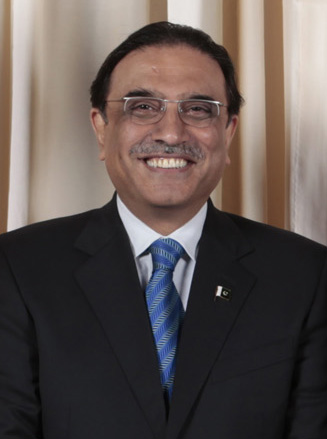
Asif Ali Zardari en 2009.

- 14 avril : puissant séisme en Chine, dans la province isolée du Qinghai. Le bilan initial faisait état d'environ 1 100 morts et de milliers de blessés[2]. Le bilan s'est alourdi le 19 avril avec plus de 1 900 morts, plus de 200 disparus, environ 12 000 blessés et 100 000 sans abri[3].

- 15 avril : fermeture de tous les aéroports du nord de l'Europe à la suite de l'éruption de l'Eyjafjöll, en Islande.

- 17 avril : attentat-suicide à Kohat (Pakistan) : 58 morts et 86 blessés.

- 19 avril : au Pakistan, le président Asif Ali Zardari signe une réforme constitutionnelle votée par le Parlement prévoyant le transfert de ses pouvoirs vers le Premier ministre et le Parlement.
- 20 avril : explosion de Deepwater Horizon à 1500 mètres de profondeur. L'explosion entraînera une marée noire touchant principalement les côtes américaines du Golfe du Mexique.

- 22 avril
  - Du 22 avril 2010 au 25 avril 2010, de multiples tornades de catégorie EF4 s'abattent sur le Midwest et le Sud des États-Unis. D'importants dégâts sont notamment signalés à Yazoo City.

- 23 avril : série d'attentats à Bagdad revendiqués par Al-Qaïda en Irak, causant la mort de 85 personnes et faisant 145 blessés.

- 25 avril : élections législatives en Hongrie (second tour).

## Événements
- 21 avril : concert de Rihanna au dôme de Marseille
- 27 avril : ouverture du procès de Jean-Pierre Bemba devant la CPI.
- 28 avril : sortie prévue du film Iron Man 2.
- 29 avril : sortie de Ubuntu 10.04 Lucid Lynx LTS.
- 29 avril : date vue dans les Flash Forward de la série télévisée Flashforward
- 30 avril : premier jour du Championnat du Monde Automobile FIA WTCC à Marrakech

## Culture

### Cinéma

#### Films sortis en France en avril 2010
- 7 avril :
  - Remember Me
  - Le Choc des Titans

- 14 avril :
  - Les Aventures extraordinaires d'Adèle Blanc-Sec
  - Green Zone

- 21 avril :
  - Mammuth
  - Camping 2

- 28 avril :
  - Greenberg
  - Comme les cinq doigts de la main
  - Iron Man 2